# Джинесс, Брайан
Брайан Джинесс (англ. Bryan Genesse; род. 20 марта, 1967, Гамильтон, Онтарио, Канада) — американский и канадский актёр, хореограф, сценарист, продюсер, режиссёр и спортсмен, наиболее известный по роли Рокко Карнера в популярном телесериале «Дерзкие и красивые» (1987—1988). Также снимался в фильмах класса «B».

## Биография и карьера
Родился 20 марта 1967 года в Гамильтоне, Канада. Учился в Университете Джорджа Брауна.
До съёмок в кино Брайан занимался восточными боевыми искусствами — хунгар-кунфу, таэквондо и муай-тай. К двадцати годам он уже имел чёрный пояс по таэквондо.
Дебютировал в 1985 на телевидении в сериале «Маленький бродяга», а в 1987 сыграл одну из самых значимых ролей в своей карьере — студента Рокко Карнера в американской мыльной опере «Дерзкие и красивые». Вышло более ста эпизодов с его участием.
Затем Брайан играл главную роль в дуэте с Карлом Уэзерсом в телесериале «Улицы Правосудия» с 1991 по 1993. Уэзерс играл полицейского Адама Бодро, а Джинесс — каратиста Грейди Джеймисона.
В 90-х Джинесс снимался в основном в низкобюджетных боевиках. В 1994 он играл главную роль в фильме «Проект «Охотник за тенью» 2» и был главным постановщиком боевых сцен. Вместе с остальными актёрами и режиссёром фильма Джоном Эйрсом посетил Каннский кинофестиваль. 18 июня того же года Брайан Джинесс женился на актрисе Брук Тисс, через год, в 1995, у них родился сын Митчелл. Актёру пришлось сделать небольшой перерыв: он не снимался в кино три года, посвятив себя воспитанию ребёнка.
В 1998 Джинесс вернулся на экраны. В 2000 сыграл одну из главных ролей в фильме «Дублёр», а также выступал в качестве сценариста и сопродюсера. В том же году состоялся его режиссёрский дебют — боевик «Игра без правил». Однако в 2000-х карьера актёра пошла на спад. В 2005 Брайан сыграл свою последнюю кинороль в фильме «Эдисон».
После ухода из кино Джинесс начал работать риэлтором. 21 октября 2008 у Брайана и Брук Тисс родилась дочь, Обри Эн Джинесс.
В 2009 появился в нескольких эпизодах «Дерзкие и красивые», сериала, с которого началась его карьера. Он вновь сыграл Рокко Карнера, который вернулся в Лос-Анджелес спустя двадцать лет своего отсутствия.

## Личная жизнь
Женат на Брук Тисс, у пары двое детей — сын Митчелл и дочь Обри.
Живёт и работает в городе Ирвайн, штат Калифорния.

## Фильмография
- 1985 — Маленький бродяга / The Littlest Hobo
- 1985 — Сумасброды 2 / Loose Screws
- 1986 — Перри Мейсон: Дело стреляющей звезды / Perry Mason: The Case of the Shooting Star
- 1987—1988 — Дерзкие и красивые / The Bold and the Beautiful
- 1989 — До мозга костей / Skin Deep
- 1991 — Калифорнийский Казанова / California Casanova
- 1991—1993 — Улицы Правосудия / Street Justice
- 1994 — Проект «Охотник за тенью» 2 / Project Shadowchaser II (также постановщик боевых сцен)
- 1995 — Человек-бомба / Human Timebomb
- 1995 — Киборг-полицейский 3 / Cyborg Cop III
- 1995 — Смертельный вирус / Terminal Virus
- 1998 — Спецагент / The Company Man
- 1998 — Беглец / Spoiler
- 1998 — Операция отряда Дельта 3 / Operation Delta Force 3
- 1999 — Мятежник / Cold Harvest
- 1999 — Сердце предателя / Traitor’s Heart
- 2000 — Защитник / The Guardian
- 2000 — Дублер / The Alternate (также сценарист и продюсер)
- 2000 — Игра без правил / Bad Guys (также сценарист и режиссёр)
- 2002 — Вихрь / The Circuit
- 2002 — Мы еще встретимся / We’ll Meet Again
- 2003 — Поезд со смертью / Death Train
- 2003 — Герой поневоле / Sometimes a Hero
- 2004 — Стихия огня / Nature Unleashed: Fire
- 2005 — Эдисон / Edison
- 2009 — Дерзкие и красивые / The Bold and the Beautiful